# Shayne Graham

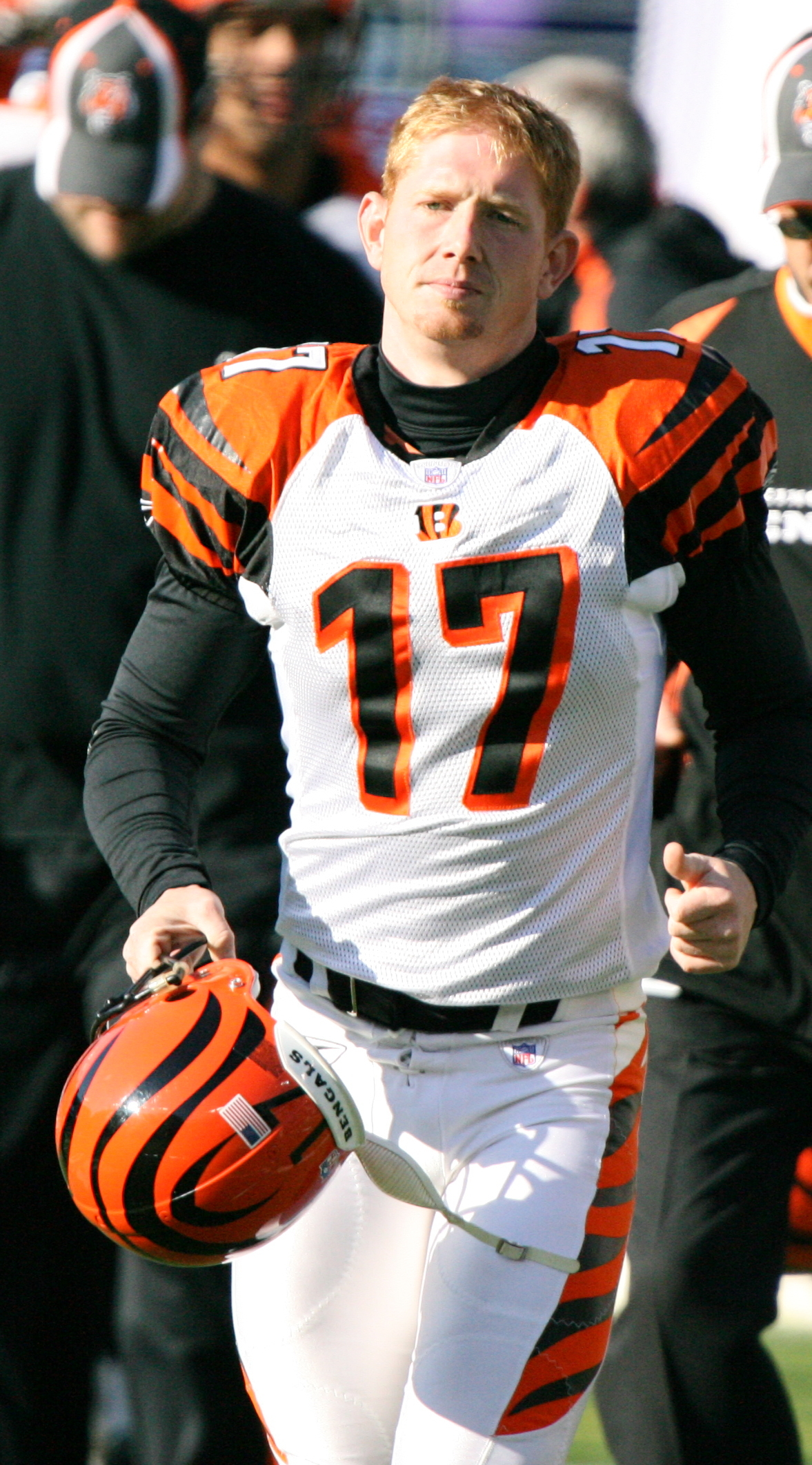
Shayne Graham

Michael Shayne Graham (nascido em 9 de dezembro de 1977, Radford, Virginia) é um jogador aposentado de futebol americano que atuava como placekicker na National Football League. Foi originalmente contratado pelo Buffalo Bills como free agent no draft em 2001, e jogou no Cincinnati Bengals de 2003 a 2009 e foi selecionado para o Pro Bowl em 2005. Foi dispensado após a temporada de 2009. Em dezembro de 2013, foi contratado pelo New Orleans Saints para substituir Garrett Hartley. Jogou futebol americano universitário no Instituto Politécnico e Universidade Estadual da Virgínia.
Em uma carreira que se estendeu por quase quinze anos (de 2000 a 2015), Shayne Graham já vestiu a camisa de dez times diferentes (em temporada regular), sendo o jogador que atuou pelo maior número de equipes na história da NFL.

## Números da carreira
- Field Goals feitos: 277
- Field Goals tentados: 324
- Percentual de acerto: 85,5%
- Field Goal mais longo: 54